# Општина Бунешти (Валча)
Бунешти (рум. Buneşti) општина је у Румунији у округу Валча.
Oпштина се налази на надморској висини од 329 m.